# Quedius meridiocarpathicus
Quedius meridiocarpathicus (лат.) — вид коротконадкрылых жуков рода Quedius из подсемейства Staphylininae (Staphylinidae). Западная и южная Палеарктика, в том числе Россия (Поволжье, Северный Кавказ, Крым).

## Описание
Мелкие жуки с укороченными надкрыльями и удлиненным телом, длина около 1 см (от 10 до 13 мм). 
От близких видов (Quedius balticus, Quedius altaicus, Quedius subunicolor, Quedius molochinus) отличается более светлыми первыми 2-3 члениками усиков, общей тёмной окраской тела, надкрыльями равными по длине пронотуму, строением гениталий. C-образный склерит внутреннего резервуара без тонкого отростка.  Парамеры эдеагуса (латерально) с рядом апикальных сенсорных щетинок. Формула лапок 5-5-5. Голова округлая, более узкая, чем переднеспинка. Передняя часть тела (голова и пронотум) блестящая. 
Вид был впервые описан в 1958 году. Включён в номинативный подрод Quedius s. str. (по признаку цельного переднего края лабрума) в состав одной группы вместе с видами Q. altaicus, Q. subunicolor, Q. molochinus и Q. balticus.